# Johann Wilhelm Peter Huebener
Johann Wilhelm Peter Huebener (Hübener) ( 1807 - 1847 ) fue un botánico, briólogo alemán.

## Algunas publicaciones

### Libros
- 1834. Hepaticologia Germanica, oder Beschreibung der deutschen Lebermoose. Ed. Schwan & Götz. 314 pp. En línea. Reeditó BiblioBazaar, 2010. 400 pp. ISBN 1143122399
- 1846. Flora der Umgegend von Hamburg, städtischen Gebietes, holstein-lauenburgischen und lüneburgischen Antheils: enthaltend die Gewächse, welche in diesem Bezirke wild wachsen oder zu ökonomischem und technischem Bedarf gebaut werden (La flora de los alrededores de Hamburgo, área metropolitana, Holstein-Lauenburg y Antheil Lüneburg: que contiene las plantas que crecen silvestres en esa zona, y las económicas e industriales). Ed. Meissner. 500 pp.

- La abreviatura «Huebener» se emplea para indicar a Johann Wilhelm Peter Huebener como autoridad en la descripción y clasificación científica de los vegetales.[1]